# Houblon Québec
Houblon Québec est un regroupement de producteurs agricoles qui se sont unis pour partager de l’équipement et des connaissances sur la culture du houblon dans la province de Québec au Canada depuis janvier 2018.

## Histoire
La coopérative est issue, à l'origine, d'un projet lancé par une équipe d'étudiants en techniques administratives du Cégep de Thetford. Après une analyse des opportunités d'affaires dans la province de Québec, ceux-ci identifièrent le secteur de la transformation et de la distribution du houblon comme comportant un potentiel intéressant pour le démarrage d'un entreprise. Ces étudiants développèrent un plan d'affaires, sous la supervision de professeurs au Cégep de Thetford. Lorsque le CEGEP de Thetford a mis fin au partenariat, les producteurs se sont donc regroupés pour former une association.
À la suite de ces premières étapes, la coopérative approcha des producteurs de houblon et des brasseurs pour rejoindre la coopérative à titre de membres fondateurs. C'est le 12 mai 2012 qu'a eu lieu l'assemblée générale d'organisation, officialisant le démarrage officiel de la coopérative, sous le nom de Houblon Québec, coopérative de solidarité.
De mai 2012 a décembre 2017 Houblon Québec coopérative de solidarité, aura été une entreprise coopérative œuvrant dans la transformation et la distribution de houblon québécois.

## Prix et concours
En juin 2009, les étudiants à la base du projet original ont gagné le premier prix national du Concours québécois en entrepreneuriat, dans le volet entrepreneuriat étudiant, catégorie « collégial collectif ».
Le 2 mai 2012, Houblon Québec, coopérative de solidarité, se voit décerner le premier prix de la catégorie Économie sociale lors du 14e Gala Régional de remise de bourses du concours québécois en entrepreneuriat.
Le 20 juin 2012, c'est le deuxième prix au National du Concours québécois en entrepreneuriat, que remporte la coopérative.

## Produits et services
Houblon Québec, coopérative de solidarité offre du houblon, en feuilles ou en granules, aux brasseurs maison, aux microbrasseries et aux brasseurs artisanaux (brew-pubs) de la province de Québec, mais aussi à tout autre acheteur intéressé à l’extérieur du Québec.
La coopérative désire positionner son produit sur le marché comme étant un houblon de qualité supérieure, en apportant une attention soutenue à toutes les étapes de transformation, du champ du producteur à l'emballage sous vide du produit fini.